# Partido Riojano
Le Parti riojain (en espagnol : Partido riojano) est un parti politique espagnol de type régionaliste fondé en 1982.

## Description
Le parti vise à défendre les intérêts de La Rioja. 